# Sengoku Dynasty
Sengoku Dynasty ist ein Survival-Strategie-Rollenspiel, das von Superkami entwickelt und 2024 von Toplitz Productions veröffentlicht wurde. Das Computerspiel ist Teil der Dynasty-Reihe des Publishers, in denen der Spieler aus Sicht eines Spielcharakters im jeweiligen thematischen Setting eine neue Dynastie gründet – in diesem Fall aus der Sicht der einfachen Bevölkerung im japanischen Mittelalter während des Sengoku-Zeitalters. Im August 2023 erschien das Spiel zunächst im Early Access auf Steam und wurde ein Jahr später als Vollversion veröffentlicht.

## Handlung
Der Spieler startet als namenloser Bauer, der auf der Flucht vor dem Bürgerkrieg während des Zusammenbruchs der Shōgunate schiffbrüchig wurde und zu Beginn des Spiels an einer Küste im Sand erwacht. Ganz in der Nähe findet er seine Schwester Ako, die beiden scheinen die einzigen Überlebenden zu sein. Die Geschwister stoßen bald auf ein heruntergebranntes Dorf und ein paar verbliebene Bewohner. Von diesen erfahren sie, dass nur wenige Flüchtlinge überhaupt die Reise in dieses Land überleben. Daraufhin beschließt das Geschwisterpaar, eine Siedlung zu gründen und den wenigen armen Seelen eine Zuflucht zu bieten.

## Spielmechanik
Der Spielercharakter kann wahlweise aus der Verfolger- oder Egoperspektive gesteuert werden. Ziel des Spiels ist die Errichtung und Verwaltung eines funktionierenden Dorfes. Im weitreichenden, frei begehbaren Areal, welches aus verschiedenen Biomen mit wechselnder Flora und Fauna, sowie NPC-Dörfern besteht, kann die Position dieses Dorfes weitgehend frei gewählt werden, im Spielverlauf wird zudem die Möglichkeit freigeschaltet, weitere Siedlungen zu gründen. Nach Herstellung einiger grundlegender Werkzeuge sammelt der Spieler Rohmaterialien wie Holz, Stein und Erze, woraus er Wohn- und Funktionsgebäude baut oder effizientere Werkzeuge produziert. In der Welt werden weitere, obdachlose Flüchtlinge angetroffen, welche als Einwohner und Arbeiter angeworben und über ein Menü den Schlafplätzen und Arbeitsstationen zugeordnet werden können. Über ein Lager teilen sich die Arbeiter Nahrungsmittel, Rohstoffe und hergestellte Produkte, sodass mit entsprechender Planung eine weitgehend unabhängig funktionierende Wirtschaft möglich ist.
Durch Questreihen und Einzelaufträge wird der Spieler in einige Grundaspekte des Spiels eingeführt und dazu angehalten die Karte zu erkunden. Durch erfolgreich abgeschlossene Quests erhält man „Dynastie-Legenden-Punkte“, je nach Dynastie-Legenden-Stufe können weitere Gebäude gebaut, mehr Bewohner angeworben und zusätzliche Siedlungen gegründet werden. Der Spieler erhält durch seine Handlungen Erfahrung in der jeweiligen Tätigkeitskategorie und kann nach Stufenaufstiegen Boni freischalten.
Im Gegensatz zum Vorgänger Medieval Dynasty gibt es bei Sengoku Dynasty bereits von Beginn an die Möglichkeit, im Koop-Modus mit bis zu drei Freunden zusammen zu spielen.

## Entwicklung
Größere Spielupdates werden nach japanischen Traditionen oder Philosophien benannt, z. B. Kintsugi – das Verbinden einzelner Teile – oder Kaizen, der kontinuierlichen Verbesserung und Optimierung von Arbeitsabläufen. Mit diesem Update wurden dem Namen entsprechend die Produktions- und Lagerfunktionen für das Spielerdorf verbessert.
Der Entwickler veröffentlichte eine Roadmap mit geplanten Updates für 2024, welche die Erweiterung der Survival-Aspekte, eine weibliche Spielerfigur und die Einführung von Kampf und Verteidigung vorsah – alle aufgeführten Punkte wurden bis zur Veröffentlichung der Vollversion umgesetzt.
Für das Jahr 2025 ist geplant, das Spiel auch für Konsolen zu veröffentlichen.

## Rezeption
Von der Spielergemeinschaft auf Steam wird Sengoku Dynasty „größtenteils positiv“ bewertet. Tests der Early-Access-Version fallen ebenfalls gemischt aus. Positiv bewertet werden die qualitativ hochwertige Grafik und die visuelle Darstellung der Spielelemente, so vergibt das Portal Gamazine 95 von 100 Punkten dafür.
DLH.Net schließt sich an und lobt realistische Effekte von Feuer, Wasser oder Tag-/Nacht-Zyklus, beschreibt das Spiel aber gleichzeitig als „völlig chaotisch“ und besonders das Bausystem als „frustrierend“.
Garrick von MMORPG.com bewertet Sengoku Dynasty als vielversprechend und vergleicht es in Teilen mit Spielen wie Story of Seasons oder Stardew Valley.